# León I (emperador)
Flavio Valerio León (en latín: Leo, griego: Λέων; Tracia, 401-18 de enero de 474), fue emperador romano de Oriente desde el 7 de febrero de 457 hasta su muerte. Fue apodado el Matarife (Μακέλλης) o el Grande (Μέγας) por las fuentes griegas, también se le conoce como el Tracio. Fue el primer emperador romano de Oriente en legislar en griego.

## Vida
León el Tracio fue el último de una serie de emperadores colocados en el trono por el alano Aspar, que sirvió como comandante en jefe del ejército imperial y poseía una influencia decisiva sobre el gobierno de Constantinopla. 
León I fue coronado el 7 de febrero de 457, siendo el primer emperador que recibió la corona de la mano del Patriarca de Constantinopla. Todos sus predecesores, por cristianos que fuesen, recibieron la diadema de un alto mando militar o funcionario, según la tradición romana, siendo elevados sobre un escudo y aclamados por el ejército, el pueblo y el Senado. Desde entonces, todos los emperadores bizantinos fueron coronados por el patriarca de la capital imperial, y con ello el acto de coronación obtuvo el significado de una consagración religiosa, por lo tanto esta coronación, que luego fue imitada por el resto de las cortes europeas, simboliza el fin de las tradiciones romanas imperiales y su paso a las tradiciones bizantinas y cristianas.
Con el fin de liberarse de la tutela de Aspar y de crear un contrapeso frente a sus seguidores ostrogodos, León I se dirigió al belicoso pueblo de los isaurios. El cacique isaurio Tarasicodissa se presentó con un gran séquito en la capital del Imperio, adoptó el nombre griego de Zenón y se casó con la hija mayor del Emperador, Ariadna en 466. Con esta nueva Corte, el emperador esperó el momento y la oportunidad de librarse del poderoso valido. La sustitución de Aspar tuvo como consecuencia un cambio de actitud del gobierno oriental hacia el Imperio romano de Occidente, de cuyos gritos de socorro había hecho caso omiso hasta entonces, debido a la influencia del alano.
León designó emperador de Occidente a Antemio en 467 e intentó cimentar este logro político con una expedición contra el reino vándalo de África del Norte en 468. La flota imperial se componía de 1113 naves, que transportaban un ejército de más de 100 000 hombres. Sin embargo, la habilidad del rey vándalo Genserico y la incapacidad más absoluta del comandante en jefe Basilisco, cuñado de León I, hizo fracasar de manera lamentable la expedición, a pesar de la enorme superioridad de las fuerzas imperiales. El desastre costó 130 000 libras de oro (9 000 000 de sólidos) al Tesoro imperial, y selló el destino del Imperio romano de Occidente. Es posible que detrás de la catástrofe estuviera la mano de Aspar, quien se daba cuenta de los movimientos del emperador y habría querido provocar su desgracia. 
En cualquier caso, la estrella de Aspar volvió a brillar una vez más, y su hijo Patricio obtuvo la mano de la segunda hija del emperador, no obstante su origen extranjero y su credo arriano, siendo elevado a césar como presunto sucesor al trono. Pero no tardó en producirse un nuevo movimiento antigermano en Constantinopla, y en 471 León ordenó el asesinato Aspar y su hijo Ardabur. Su otro hijo, Patricio, que escapó gravemente herido, fue separado de la hija del emperador y privado de la dignidad de césar. León I murió de disentería a comienzos del año 474, cuando contaba 73 años de edad, siendo sucedido por León II, el hijo de Zenón y Adriana. El propio Zenón, que ahora controlaba el gobierno, sucedió a su hijo cuando murió de una enfermedad a los 10 meses de reinado.

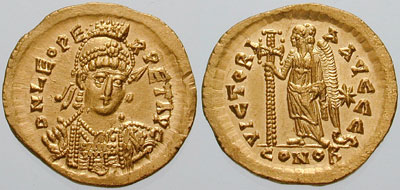
Sólido de León I.

Durante el reinado de León, los Balcanes fueron arrasados una y otra vez por los ostrogodos y los hunos. Sin embargo, fueron incapaces de tomar Constantinopla gracias a las murallas que habían sido reconstruidas y reforzadas durante el reinado de Teodosio II.
Mientras que el imperio de León fue bien conocido por su tecnología militar, también condujo a avances importantes en otros campos.[¿cuál?]

## Semblanza del emperador
León I fue un hombre de pequeña estatura, calvo y tartamudo, con una leve cojera. Sus contemporáneos resaltaron su falta de ingenio, sus pequeñas manías y su constante temor a ser destronado (completamente justificado).